# Ulrich Molitor
Pour les articles homonymes, voir Molitor.

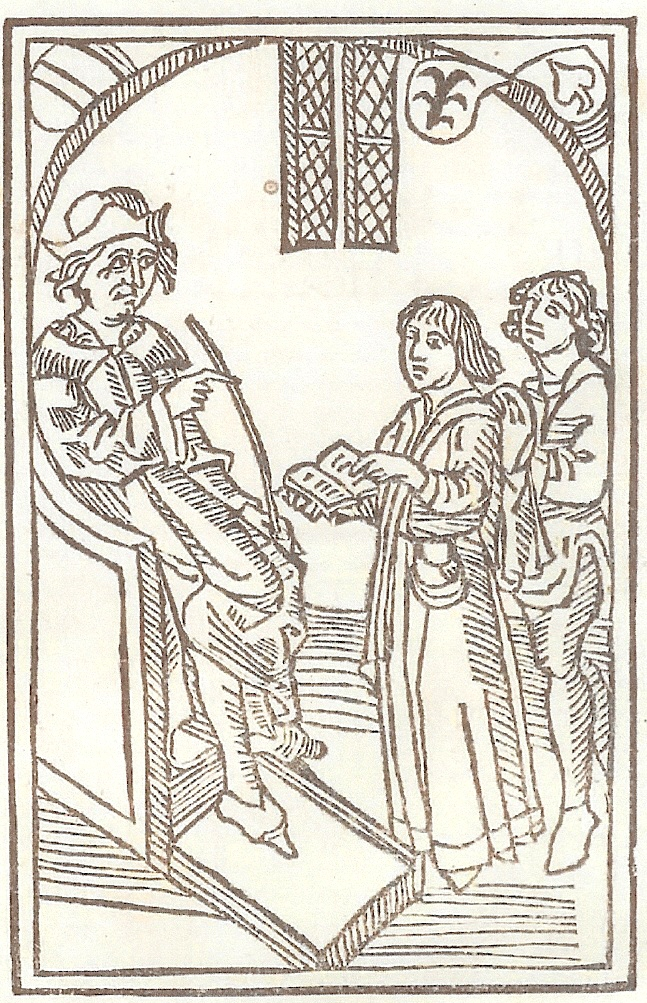
Ulrich Molitor, au centre, entre le duc Siegmund et Konrad Schatz lors de l'inauguration de l'usine.

Ulrich Molitor (également (Ulrich) Molitoris, né en 1442 à Constance et mort en 1507) est un médecin allemand du Decretorum, avocat et procureur, et théoricien des sorcières.

## Biographie

### Études
Ulrich Molitor était originaire de Constance. En 1461, il s’inscrivit pour la première fois à l’Université de Bâle. Il a ensuite étudié à Fribourg et a assisté à des conférences avec Conrad Stürzel von Kitzingen. Il a étudié la grammaire et la philosophie à l'Université de Fribourg  dans les premières années après sa fondation, ainsi que le droit canonique de 1469 à 1486. Il a obtenu son doctorat comme médecin Decretorum à l'université de Pavie.

### Vie professionnelle
Après avoir obtenu son diplôme en 1470 en droit religieux, Ulrich Molitor travailla en plusieurs endroits, notamment à Rome, comme avocat et procureur, mais surtout pendant de longues années à la cour épiscopale de Constance en position de notaire, où l'archiduc Sigismond, alors souverain de Vorderösterreich, l'avait appelé auprès de lui. En raison de sa profession, Ulrich Molitor a souvent été impliqué dans des différends entre les évêques et la ville de Constance. Notamment, en 1492, Ulrich Molitor refusa d'enregistrer le serment d'office contre Thomas Berlower, un évêque nouvellement élu. Il fut alors destitué de ses fonctions en février 1493. La même année, Ulrich Molitor fut appelé à Innsbruck à la cour du duc Siegmund du Tyrol. Il fut nommé chancelier du duché de Tyrol (1495-1496). Puis, sur recommandation du roi romain-allemand Maximilien Ier, il devint procureur à la cour de la chambre impériale de 1497 jusqu'à sa mort.
Ulrich Molitor fut le père de six enfants. Il mourut en 1507 ou 1508.

## Travaux scientifiques

### Écrits
Ulrich Molitor est l'auteur de quatre essais juridiques. En guise de remerciement pour sa nomination au conseil du duc Siegmund du Tyrol le 29 mai 1488, Molitor écrivit son plus célèbre traité : Tractatus de laniis et phitonicis mulieribus. Le traité, écrit en latin sous la forme d'un dialogue entre l'auteur, son professeur et avocat Konrad Stürtzel et le maire de Constance Konrad Schatz et traitant de la question controversée des sorcières en Haute-Allemagne à l'époque, a été publié dès 1489 dans plusieurs éditions étroitement successives. Avant 1500, une traduction allemande Von den Unholden oder Hexen fut probablement publiée avec l'accord de Molitor. Son traité reflétait aussi le procès des sorcières contre 48 femmes dans le diocèse de Constance (1481-1485). Le petit livre des sorcières a été publié jusqu'à la fin du XVIe s.
Des deux écrits qu'il a transmis sur les sorcières : De laniis et phitonicis mulieribus, en traduction allemande : Von den Unholden oder Hexen (premier imprimé o.u.J. à Cologne 1489) a acquis un grand prestige et une large distribution. Il contient un avis d'expert donné à l'archiduc Sigismond en 1489 sur la contestation des opinions en la matière. Molitor rejette la plupart des crimes et iniquités attribués aux sorcières en tant que fictions et les aveux faits par les sorcières comme étant indignes de confiance, mais s'en tient au fait que les sorcières se sont alliées au diable et les ont considérées dignes de la peine de mort en raison de haeretica pravitas. Le traité écrit en allemand Lantfrids auch ettlicher camergerichtlicher artikel und zu dyser zeit lantleuffiger Hendel disputirung, Nuremberg 1501, n'a pas la même importance ; il se présente comme une conversation entre père et fils et traite de guerre et paix, de la rupture et de ses peines, de la paix et de ses châtiments. Elle est basée sur l'éternelle paix foncière de 1495. Se basant sur son expérience à la cour princière, Molitor met son fils en garde contre la même chose.

### Théoricien des sorcières
En tant qu'un des premiers auteurs, Ulrich Molitor réduisit le concept de sorcière au sexe féminin et décrivit les sorcières comme des hérétiques qui s'étaient éloignées de Dieu. Il n'a pas remis en cause le pacte du diable, ni le joug du diable décrit dans "Hexenhammer".
L'avocat Molitor a ainsi rejeté les aveux obtenus sous la torture comme preuves. Il a nié l'idée du pouvoir du diable et de la sorcière de jeter des sorts destructeurs - ce n'est qu'avec la permission de Dieu qu'ils peuvent causer des dégâts. Néanmoins, il préconisait que les sorcières soient punies de mort à cause de leur apostasie de la part de Dieu.

## Illustrations à la prétendue sorcière et sorcière marchant
Les sept illustrations de gravure sur bois du livre De lamiis et phitonicis mulieribus  d'Ulrich Molitor sont connues : voir l'édition Reutlingen, J. Otmar, vers 1489 qui apparaît sous plusieurs variantes à partir de 1489. La plus ancienne estampe connue a probablement été publiée par J. Otmar à Reutlingen au printemps 1489. Joerg Mauz définit l'édition Ulm de Zainer avant l'édition Strasbourg Pruss dans sa thèse de 1983, depuis le premier Molitor de Konrad Schatz xylographie dans la dédicace de son traité aux spectacles Duke Siegmund . Les éditions de Reutlingen contiennent également cette feuille de dédicace ainsi que les descriptions les plus détaillées des dénonciations enregistrées et négociées dans le diocèse de Constance. Elles doivent donc être considérées comme les premières éditions conservées. Dans ces versions originales, les sorcières et les sorciers sont toujours représentés de manière équilibrée. Les représentations n'étaient pas liées au texte. Dans les éditions suivantes, la bannière Wolfsbanner a été féminisée et le Freischütz a été stylisé en victime (lumbago). Les bâtiments, autrefois considérés comme des églises et des chapelles, sont les pictogrammes des villes des délits. Les sept gravures sur bois de l'édition de Reutlingen d'Otmar représentent en détail : 
- La dédicace : Ulrich Molitor, au milieu de Konrad Schatz, présente son traité à Herzog Siegmund.
- Le Freischütz vom Holenstein : La Providence divine personnifiée en tant que femme (!) Dirige la flèche du tireur visant un sanctuaire à Holenstein (Zihlschacht) .
- Métamorphose et magie volante : une sorcière centrale et deux sorcières volent sur un bâton fourchu.
- Le cavalier de loup de Constance : La bannière de loup chevauche la route de Constance, voir: Écrits de Molitor, J. Mauz (éd.), 1997, p. 81.
- La sorcière de Waldshut, la sorcière et le diabolique Buhle ont créé une petite fosse sur une montagne, voir: Hexenhammer, Jerouschek, Munich, 2000, p.
- Le sud de la sorcière : une magie de haine chez les Urgichten se produisant fréquemment pour la production de grêle.
- Le sabbat de Constance pour les sorcières: Trois sorcières se rencontrent à Constance pour le repas ensemble.

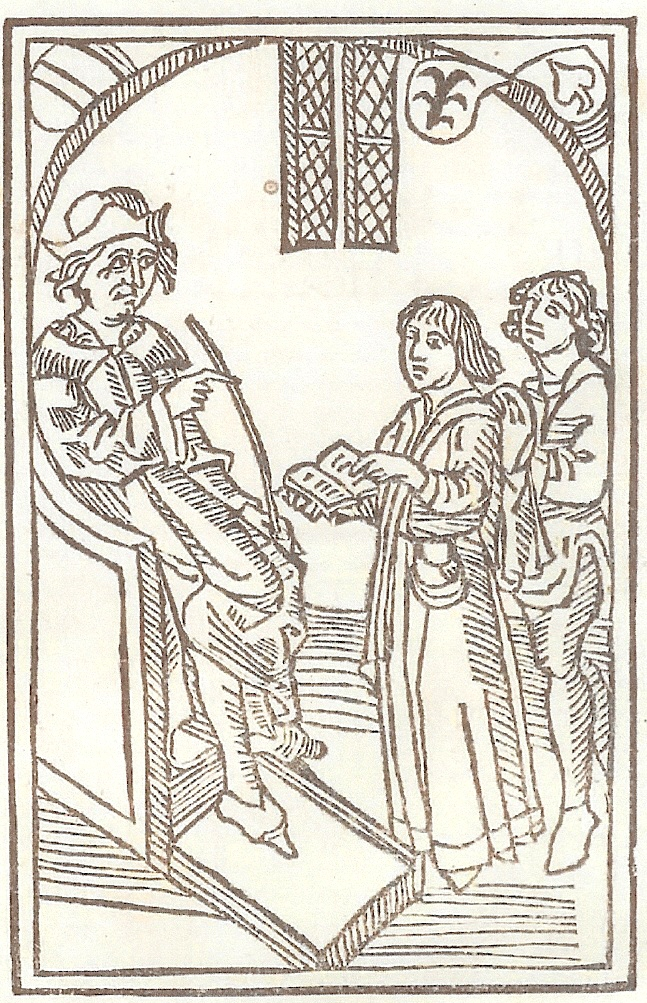
Dédicace
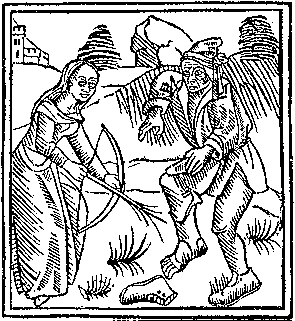
Sans protection
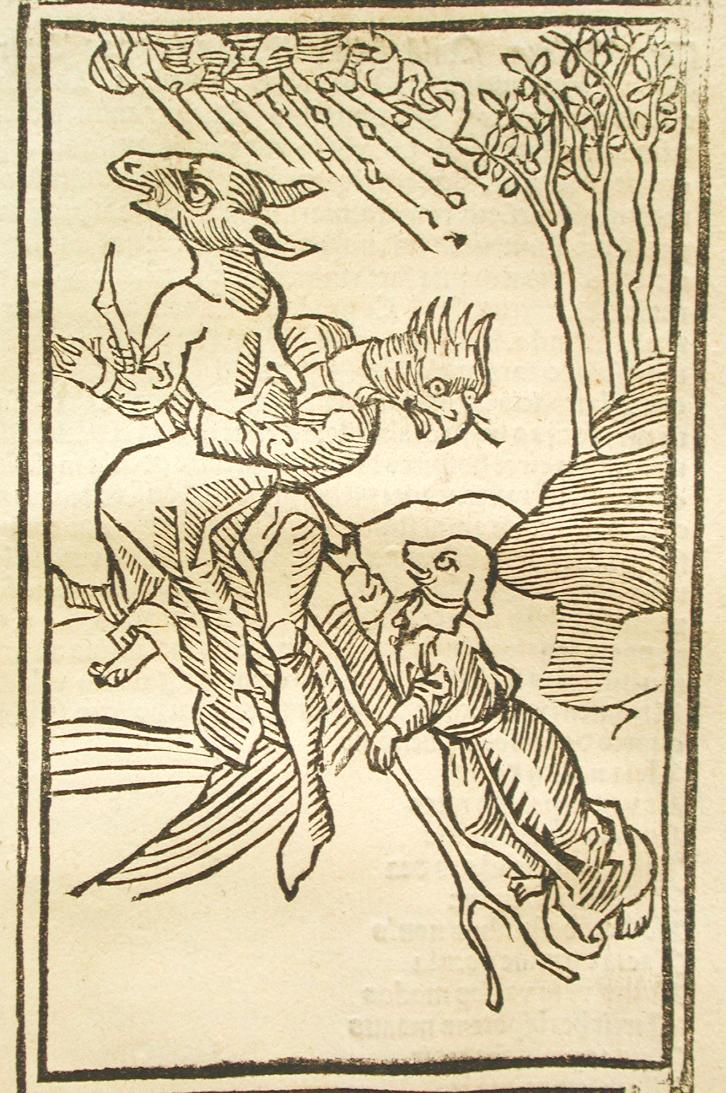
Transformation et magie volante
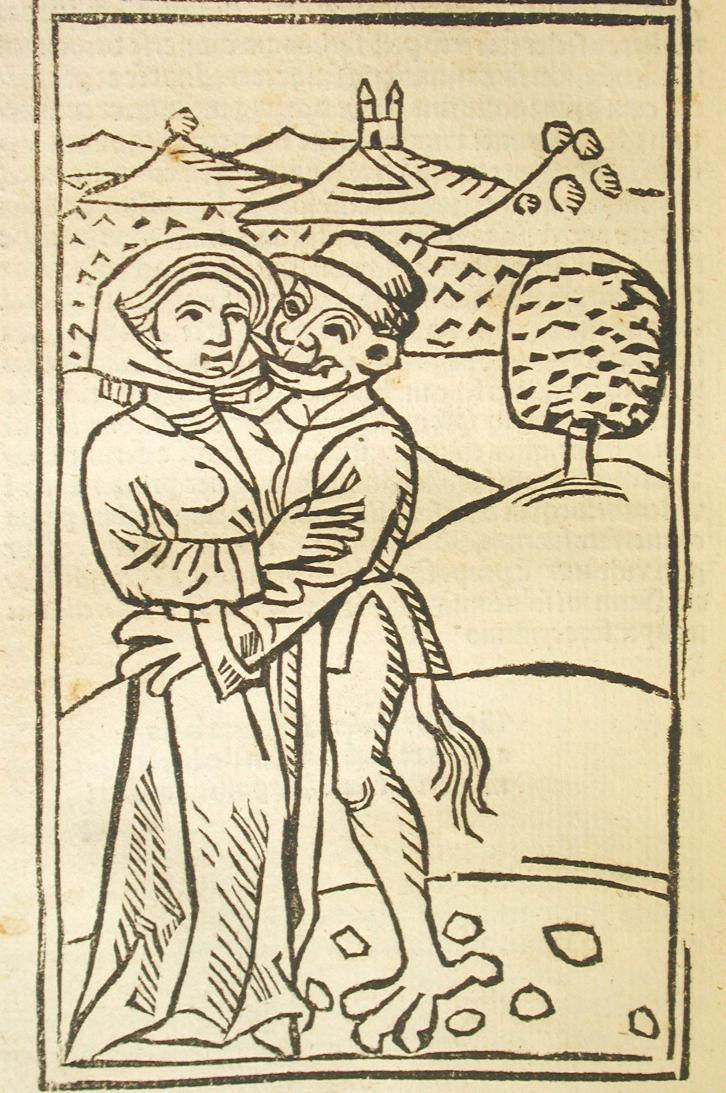
Concupiscence avec le diable
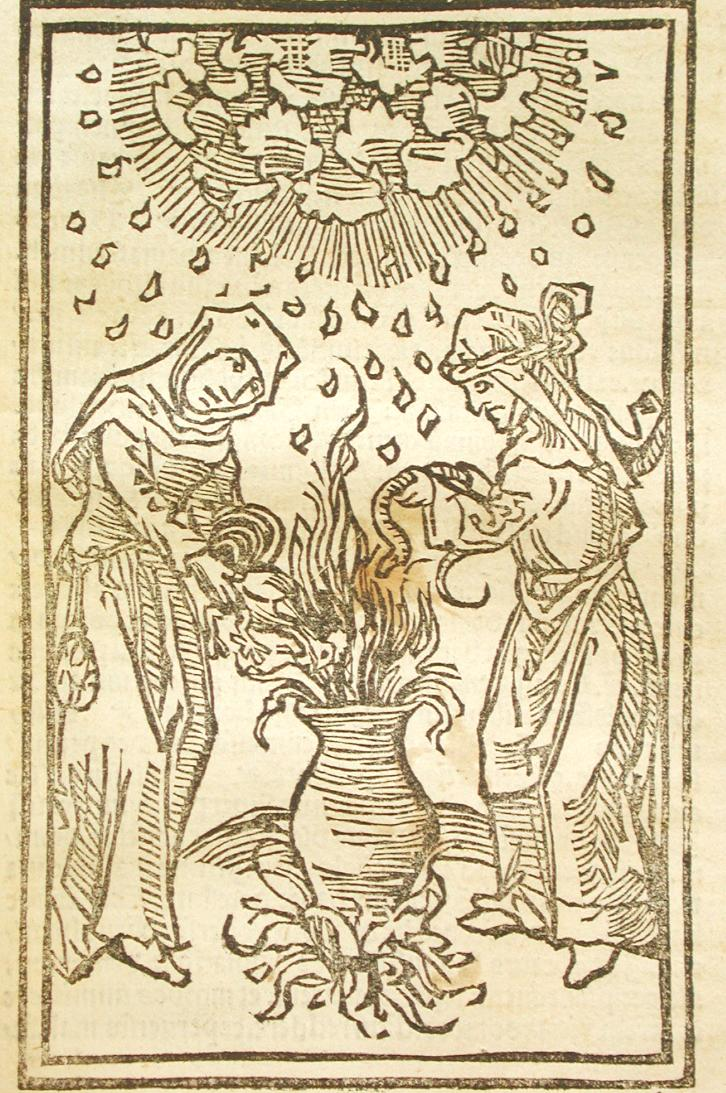
Météo Marque
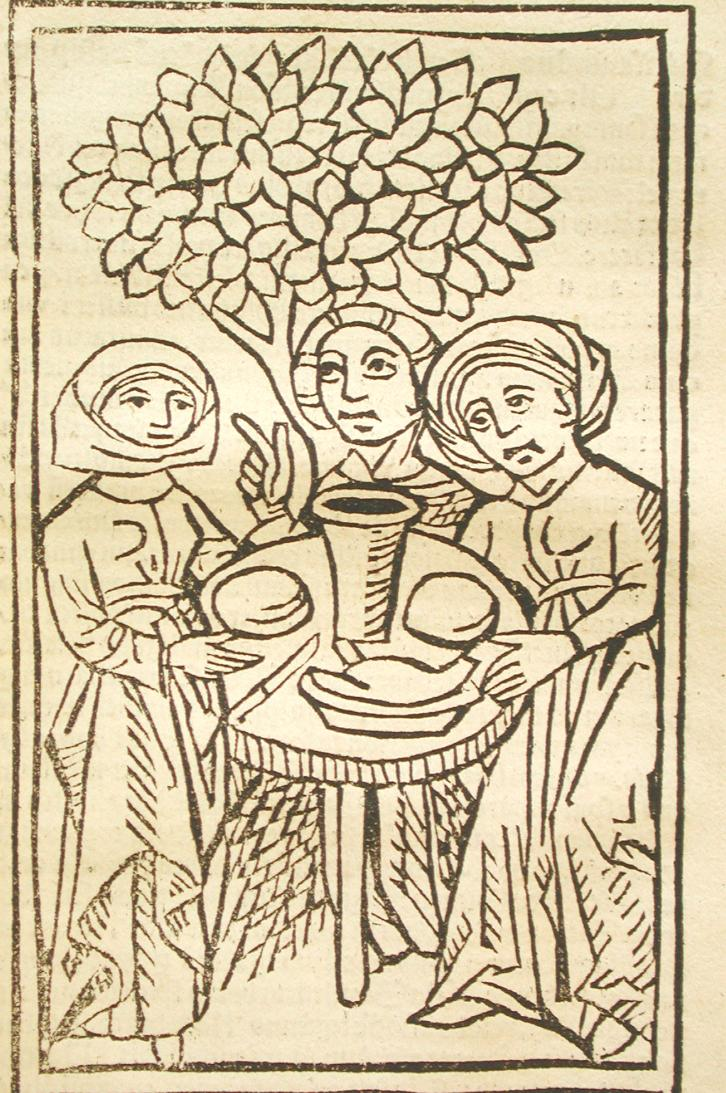
Repas magique

## Littérature
- (de) K. Schulz., « Molitoris, Ulrich », dans Allgemeine Deutsche Biographie (ADB), vol. 22, Leipzig, Duncker & Humblot, 1885, p. 111 (ADB). Band 22, Duncker & Humblot, Leipzig 1885, S. 111.
- Edward Bever: Ulrich Molitor (1442-1508), in: Richard M. Golden (Hg.), Encyclopedia of Witchcraft. The Western Tradition, Volume 3, Santa Barbara/Denver/Oxford 2006, S. 776–777
- Jürgen Beyer: Molitor, Ulrich, in: Enzyklopädie des Märchens. Handwörterbuch zur historischen und vergleichenden Erzählforschung, Band 9, Berlin u. New York: Walter de Gruyter 1997–99, Spalte 767–769
- Wolfgang Ziegeler: Möglichkeiten der Kritik am Hexen- und Zauberwesen im ausgehenden Mittelalter, Zeitgenössische Stimmen und ihre soziale Zugehörigkeit, (= Kollektive Einstellungen und sozialer Wandel im Mittelalter; Band 2), Köln; Wien 1973
- Jörg Mauz: Ulrich Molitoris aus Konstanz (ca. 1442–1507). Philosophische Dissertation Konstanz 1983.
- Gerd Schwerhoff: Rationalität im Wahn, Zum gelehrten Diskurs über die Hexen in der frühen Neuzeit, in: Saeculum 37/1986, Seite 45–82
- Martina Deter: Ulrich Molitoris und Johannes Geiler von Kaisersberg und die Anfänge des Hexenwahns in Deutschland, 1988
- Jörg Mauz: Ulrich Molitoris. Ein süddeutscher Humanist und Rechtsgelehrter, Wien 1992
- Ulrich Molitoris: Schriften. Hrsg. von. Jörg Mauz (= Studien zur Kulturgeschichte. Band 1), Konstanz 1997.
- Ulrich Molitor: Von Unholden und Hexen Kommentierte Neuübertragung aus dem Frühneuhochdeutschen, Diedorf, 2008  (ISBN 978-3-86608-089-8)